# Le bonheur est dans le pré
Le bonheur est dans le pré is een Franse film van Étienne Chatiliez die werd uitgebracht in 1995.
In 1995 was deze komedie op twee films na de populairste Franse film in Frankrijk. Het was ook de derde opeenvolgende succesfilm van Chatiliez.

## Samenvatting
Dole, in de Jura. De 65-jarige Francis Bergeade heeft het hard te verduren de laatste tijd: zijn bekakte spilzuchtige vrouw en zijn dochter kijken op hem neer, zijn wc-brillenfabriek wordt meer dan eens opgeschrikt door stakingen en fiscale controle hangt in de lucht. Zijn enige troost en ontspanning vindt hij bij zijn goede vriend Gérard met wie hij regelmatig bourgondisch gaat dineren in hun stamrestaurant 'Le bon laboureur'. Door zorgen overmand ontsnapt hij ternauwernood aan een infarct. Tijdens zijn herstelperiode ziet hij op een dag een aflevering van de realityserie 'Où es-tu?'. Een vrouw, Dolorès Thivart, vertelt daarin dat ze op zoek is naar haar echtgenoot Michel die 26 jaar geleden verdwenen is zonder enig spoor na te laten. Francis' vrouw en dochter bemerken met verbijstering de frappante gelijkenis tussen Francis en de gezochte Michel. Ook de inwoners van Dole herkennen fabrieksdirecteur Francis in Michel en beginnen te bellen naar het televisieprogramma. Na enige tijd alles ontkend te hebben besluit Francis met beide handen  de kans op een ander leven aan te grijpen. Na een geslaagd contact met Dolorès via de televisie reist hij af naar Condom in de Gers waar Dolorès hem in haar ganzenkwekerij opwacht samen met Zig en Puce, 'hun' twee dochters. Hij ontdekt het geluk op het rustige platteland waar hij samen met de drie vrouwen ganzen kweekt en ganzenlever maakt. 

## Rolverdeling
| Acteur            | Personage                 | Beschrijving                                          |
| ----------------- | ------------------------- | ----------------------------------------------------- |
| Michel Serrault   | Francis Bergeade          | fabriekseigenaar                                      |
| Sabine Azéma      | Nicole Bergeade           | de vrouw van Francis                                  |
| Alexandra London  | Géraldine Bergeade        | de dochter van Francis en Nicole                      |
| Eddy Mitchell     | Gérard Thulliez           |                                                       |
| Carmen Maura      | Dolorès Thivart           |                                                       |
| Guilaine Londez   | Sylvie 'Zig' Thivart      |                                                       |
| Virginie Darmon   | Françoise 'Puce' Thivart  |                                                       |
| Éric Cantona      | Lionel                    |                                                       |
| Joël Cantona      | Nono                      |                                                       |
| François Morel    | Pouillaud                 | de boekhouder van de fabriek van Francis              |
| Daniel Russo      | André                     | de patron van het hotel-restaurant 'Le bon laboureur' |
| Catherine Jacob   | Louise                    | de vrouw van André                                    |
| Roger Gicquel     | Charles                   | de presentator van het programma'Où es-tu ?'          |
| Patrick Bouchitey | Jean-Paul 'J.P.' Delépine |                                                       |
| Yolande Moreau    | Lucette                   | een arbeidster van de fabriek van Bergeade            |
| Isabelle Nanty    |                           | een arbeidster                                        |
| Seloua Hamse      | Yasmina                   | een syndicaliste                                      |
| Jean Bousquet     | Léonard                   |                                                       |